# It Came Upon the Midnight Clear

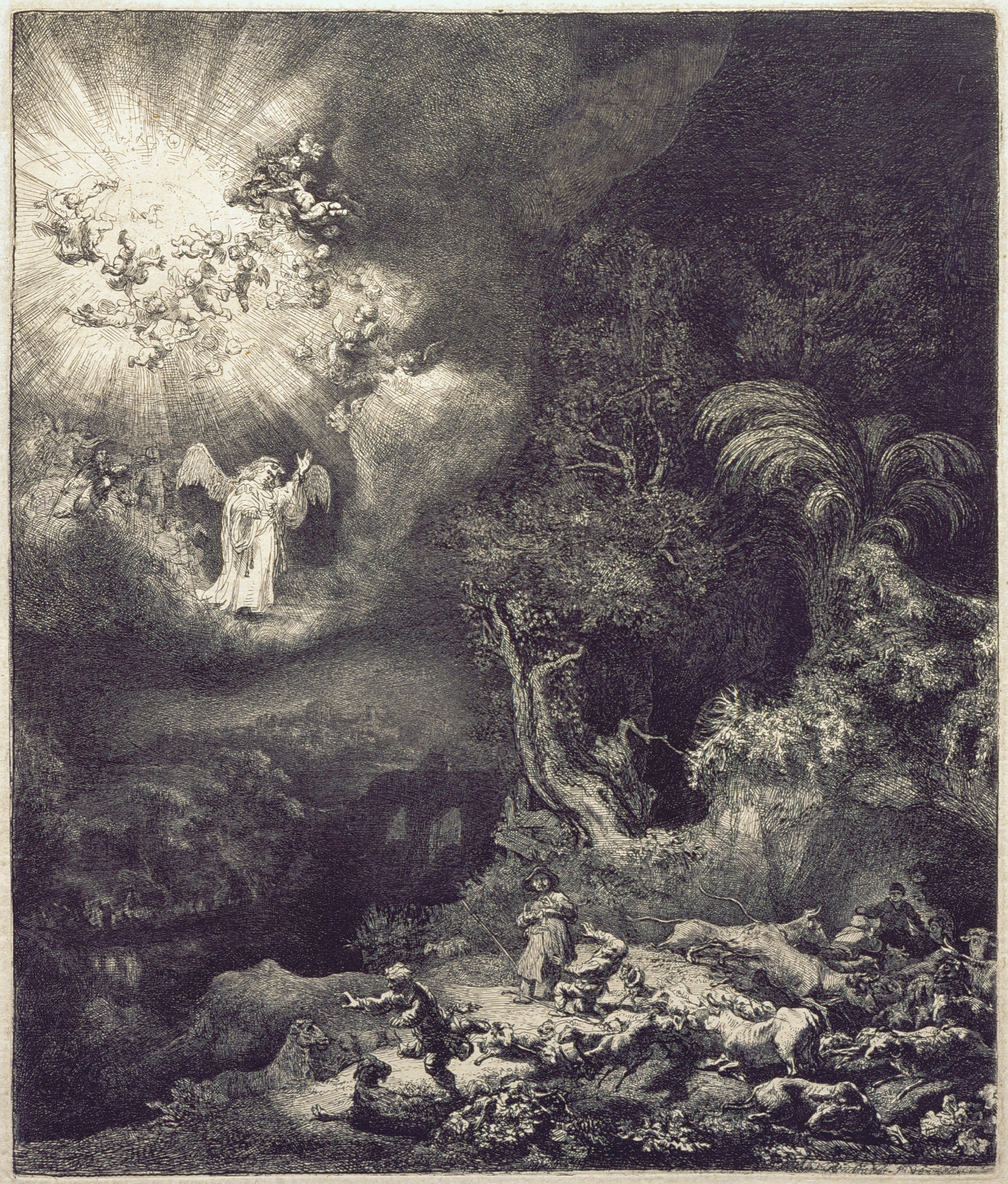
L'ange apparaissant aux bergers par Rembrandt.

It Came Upon the Midnight Clear, parfois vu sous It Came Upon a Midnight Clear, est un poème de 1849 et un chant de Noël écrit par Edmund Sears (en), pasteur de l'Église unitarienne de Wayland dans le Massachusetts. En 1850, le texte de Sears est accouplé Carol, une mélodie écrite pour le poème la même année à sa demande, par Richard Storrs Willis. Cette association reste la plus populaire aux États-Unis, tandis que dans les pays du Commonwealth, le texte est utilisé dans Noel, une adaptation ultérieure d' Arthur Sullivan à partir d'une mélodie anglaise.

## Histoire
Edmund Sears compose le poème en cinq strophes au mètre commun (en) doublé en 1849. Il apparait pour la première fois le 29 décembre 1849 dans The Christian Register (en) à Boston dans le Massachusetts. 

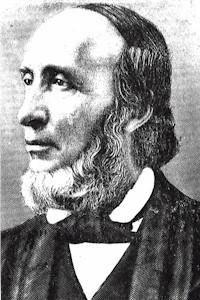
Edmund Sears

Sears sert la congrégation unitarienne à Wayland dans le Massachusetts, avant de passer à une plus grande congrégation à Lancaster.
Après sept ans de dur labeur, il souffre de burn-out et retourne à Wayland. Il écrit It Came Upon the Midnight Clear alors qu'il est prédicateur à temps partiel à Wayland. Écrivant pendant une période de mélancolie personnelle, et avec des nouvelles de la révolution en Europe et de la guerre entre les États-Unis et le Mexique fraichement à l'esprit, Sears dépeint le monde comme sombre, plein de « péché et de conflits », et n'entendant pas le message de Noël.
Sears aurait écrit ces textes à la demande de son ami, William Parsons Lunt, pasteur de la United First Parish Church à Quincy dans le Massachusetts, pour l'école du dimanche de Lunt. Selon des rumeurs, la chanson a été interprétée pour la première fois par des paroissiens rassemblés chez Sears la veille de Noël, mais sur un air inconnu car la mélodie familière de Willis n'a été écrite que l'année suivante.
Selon Ken Sawyer, la chanson de Sears est remarquable pour sa connotation, non pas sur Bethléem, mais sur sa propre époque, et sur la question contemporaine de la guerre et de la paix. Écrite en 1849, elle est longtemps présumée être la réponse de Sears à la guerre américano-mexicaine qui vient de se terminer. Depuis le 20e siècle, la chanson est incluse sur une grande quantité d'albums de Noël enregistrés par de nombreux chanteurs.

## Mélodie
En 1850, Richard Storrs Willis, un compositeur élève de Felix Mendelssohn, écrit la mélodie intitulée Carol. Cette mélodie est le plus souvent en tonalité de si bémol majeur avec une signature rythmique à 6/8. Carol est toujours la chanson la plus connue aux États-Unis,,,.
Dans les pays du Commonwealth, la mélodie appelée Noel, adaptée d'une mélodie anglaise en 1874 par Arthur Sullivan, est l'accompagnement habituel. Cet air apparaît également comme une alternative dans The Hymnal 1982, l'hymne de l'Église épiscopale des États-Unis.

## Paroles de la chanson
La chanson complète comprend cinq strophes. Certaines versions, y compris le United Methodist Hymnal (en)  et le Lutheran Book of Worship (en), omettent le verset trois, tandis que d'autres (y compris The Hymnal 1982) omettent le verset quatre. Plusieurs variations des paroles originales de Sears.existent également
| It came upon the midnight clear, That glorious song of old, From angels bending near the earth, To touch their harps of gold: "Peace on the earth, goodwill to men, From heaven's all-gracious King." The world in solemn stillness lay, To hear the angels sing. Still through the cloven skies they come, With peaceful wings unfurled, And still their heavenly music floats O'er all the weary world; Above its sad and lowly plains, They bend on hovering wing, And ever o'er its babel sounds The blessed angels sing. Yet with the woes of sin and strife The world has suffered long; Beneath the angel-strain have rolled Two thousand years of wrong; And man, at war with man, hears not The love-song which they bring; O hush the noise, ye men of strife, And hear the angels sing. | And ye, beneath life's crushing load, Whose forms are bending low, Who toil along the climbing way With painful steps and slow, Look now! for glad and golden hours come swiftly on the wing. O rest beside the weary road, And hear the angels sing! For lo!, the days are hastening on, By prophet bards foretold, When with the ever-circling years Comes round the age of gold When peace shall over all the earth Its ancient splendors fling, And the whole world give back the song Which now the angels sing. |  |

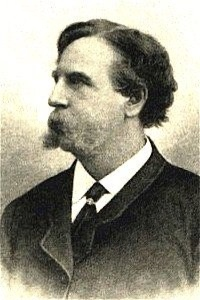
Richard Storrs Willis, compositeur de la mélodie commune aux États-Unis

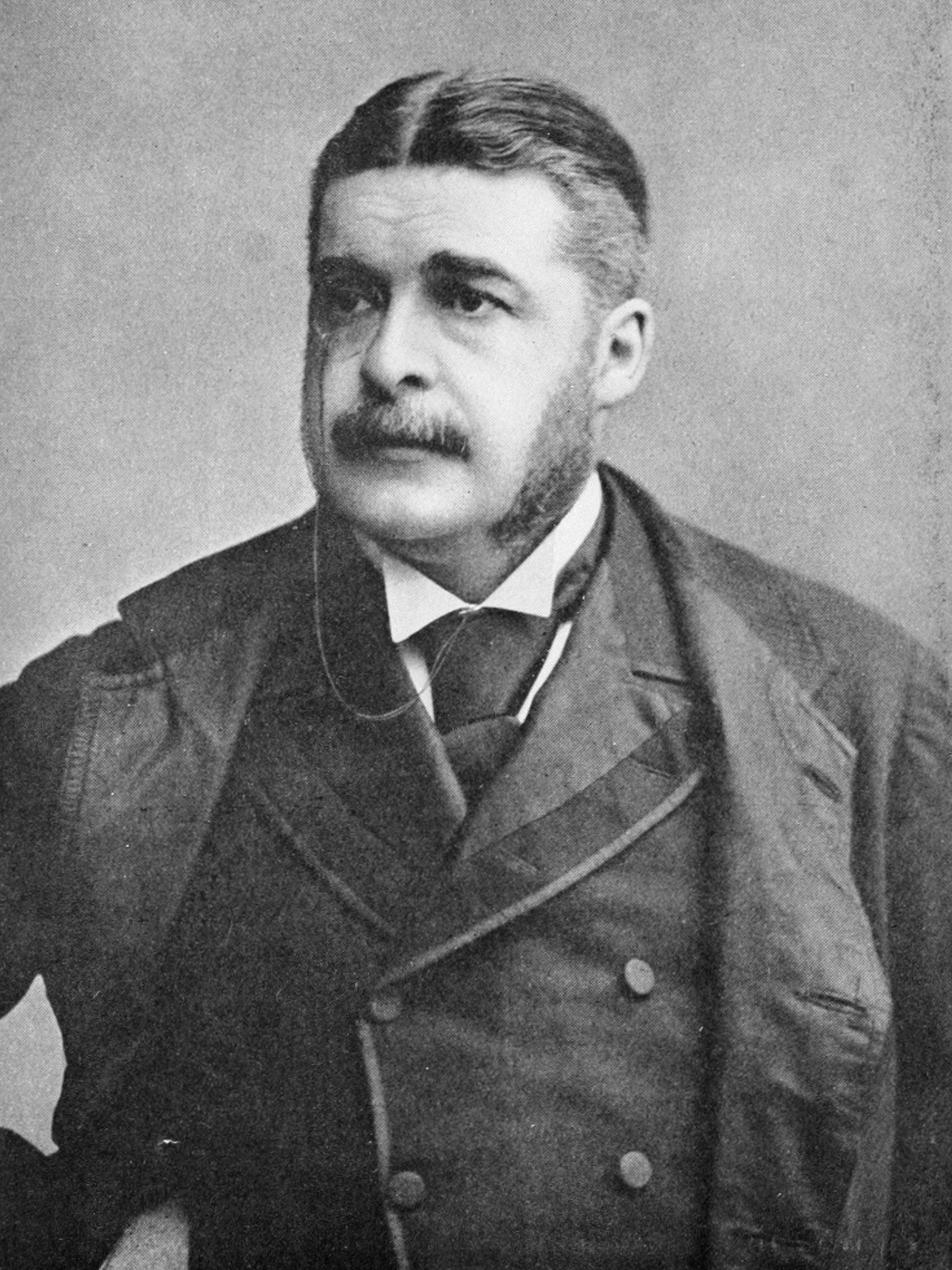
Sir Arthur Sullivan, compositeur de la mélodie commune aux pays du Commonwealth

## Adaptations modernes notables
- En 1957, l'acteur et chanteur américain Burl Ives enregistre la chanson sur son album Christmas Eve with Burl Ives[7].
- En 1993, le chanteur américain de country Glenn Campell reprend la chanson sur son album Home for the Holidays (en)
- En 2006, le duo pop américain Hall & Oates enregistre une version de la chanson sur son album Home for Christmas (en), laquelle sera classée n°1 dans les singles.
- En 2008, la chanson est adaptée par le trio américain de rock chrétien BarlowGirl sur son album Home for Christmas.
- En décembre 2020, le groupe britannique folk-rock d'inspiration médiévale/renaissance Blackmore's Night inclut la chanson sur son EP de chants de Noël Here We Come A-Caroling[8].